# Smile/L'estate di Laura
Smile/L'estate di Laura è un singolo realizzato e prodotto da Pino Presti nel 1975 per l'etichetta Atlantic Records. Smile è il primo esempio di musica disco prodotto in Italia e tra i primi realizzati in Europa. Sulla copertina è presente Il logo "Weateque", che indicava il "dipartimento"  della Warner Bros. Records che si rivolgeva principalmente alle discoteche. I due brani sono inclusi nell'album Pino Presti Sound -  1st Round, pubblicato nel 1976.
Lato A
- Smile - 3:12  (J. Turner / G. Parsons - Charlie Chaplin)  3:12 Edizioni Curci

Lato B
- L'Estate di Laura  - 4:00 (A. Prestipino - G. Prestipino) Edizioni Blue Team Music / Curci

## Il disco
Smile

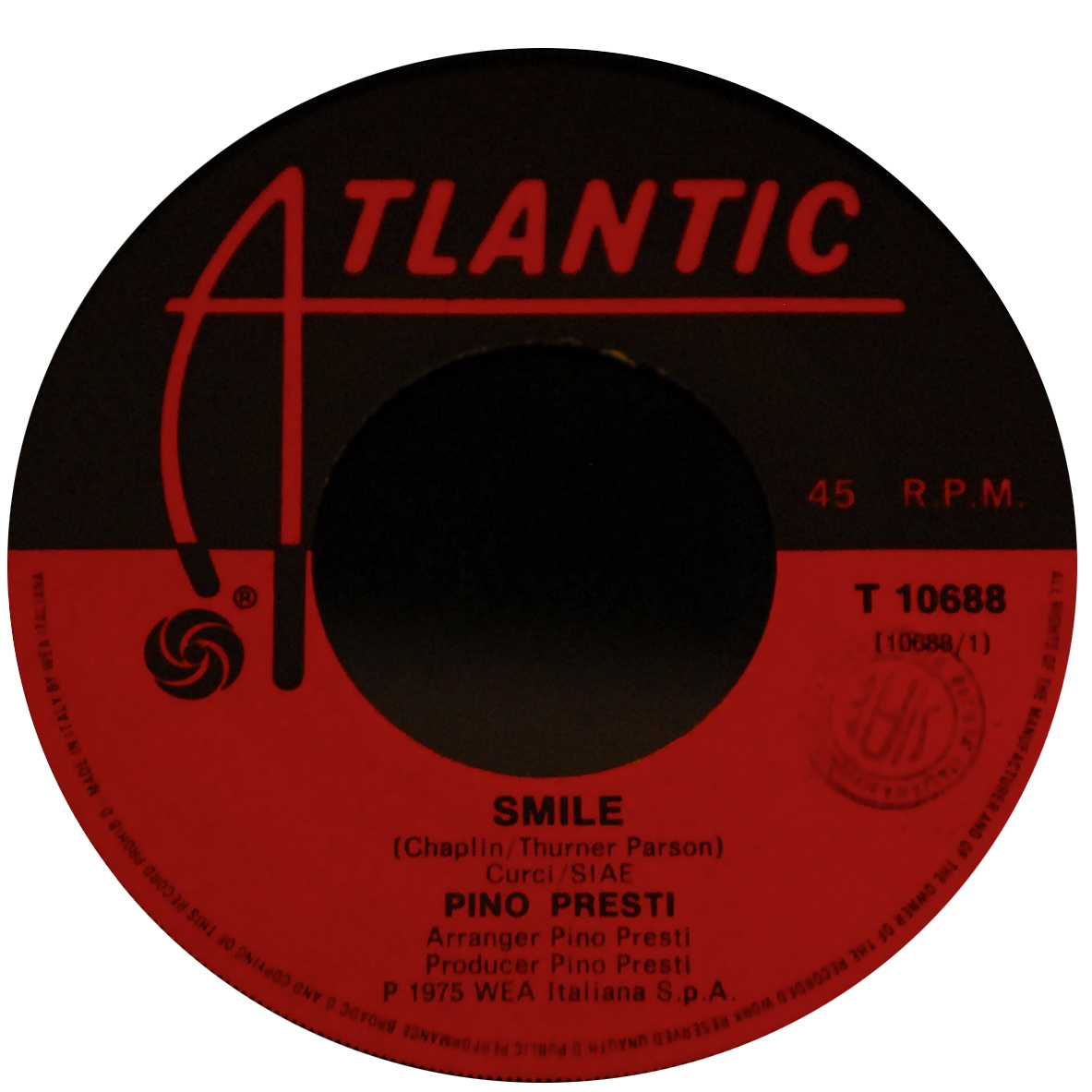
Smile (label)

L'idea di impadronirsi di uno dei più celebri evergreen della musica americana come Smile e trasformarlo in un brano disco era certamente un'operazione coraggiosa per i tempi, ma quando Pino Presti ne parlò con i dirigenti della Warner Bros. Records ebbe "carta bianca" per la realizzazione del progetto. Smile venne registrato a Milano con una grande orchestra, nella quale figuravano archi, fiati, pianoforte, Fender Rhodes, marimba e una sezione ritmica costituita da chitarra elettrica, basso elettrico, batteria,   congas, percussioni.  Il risultato fu lusinghiero sotto tutti gli aspetti, e questo grazie alla qualità musicale che ha caratterizzato il lavoro dell'intero album e anche al prestigio internazionale di una label come Atlantic Records.
In seguito diversi artisti in tutto il mondo realizzarono produzioni analoghe: John Davis & the Monster Orchestra con Night and Day (1976); Sheila & B. Devotion con Singin' in the Rain (1977), Light My Fire (1978), Seven Lonely Days (1979); Tony Renis con Disco Quando - cover di Quando quando quando (1978) e molti altri ancora. Si può quindi affermare che il fortunato mix di due generi musicali, apparentemente così lontani tra loro, sia nato nel 1975 in Italia.
L'Estate di Laura
Il brano, in tempo di 6/8 con venature afro-funk, venne scelto come sigla di apertura del programma televisivo di Rai2 Auditorio A (1977). Due anni prima Smile era stato sigla e leitmotiv della manifestazione musicale Disco Neve, patrocinata dal settimanale Sorrisi e Canzoni (1975).

## Musicisti (Smile)
- Pino Presti: arrangiamento, direzione d'orchestra, Fender Jazz Bass, Fender Rhodes, pianoforte
- Andrea Sacchi, Massimo Luca: chitarra elettrica
- Ellade Bandini: batteria
- Renè Mantegna: congas, percussioni
- Alberto Baldan Bembo: Moog, Arp synthesizer mod. 2000, marimba

- Attilio Danadio: sax contralto
- Sergio Rigon: sax baritono

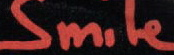

- Fermo Lini, Giuliano Bernicchi: trombe
- Gianni Caranti: trombone
- Sergio Almangano, Arturo Prestipino Giarritta: primi violini
- Sezione fiati: 4 trombe, 4 tromboni, sax contralto, sax baritono
- Sezione archi: 16 violini

## Musicisti (L'Estate di Laura)
- Pino Presti: arrangiamento, direzione, Fender Jazz bass, Fender Rhodes, Moog, marimba
- Massimo Luca: chitarra elettrica & acustica
- Ellade Bandini: batteria
- Renè Mantegna: congas & percussioni

Disco registrato allo studio Regson - Milano

Tecnici del suono: Paolo Bocchi, Gianluigi Pezzera